# Progreso, Chalcatongo de Hidalgo
Progreso är en ort i Mexiko.   Den ligger i kommunen Chalcatongo de Hidalgo och delstaten Oaxaca, i den sydöstra delen av landet, 300 km sydost om huvudstaden Mexico City. Progreso ligger 2 460 meter över havet och antalet invånare är 1 070.
Terrängen runt Progreso är kuperad. Runt Progreso är det ganska glesbefolkat, med 26 invånare per kvadratkilometer. Närmaste större samhälle är Villa Chalcatongo de Hidalgo, 1,4 km söder om Progreso. I omgivningarna runt Progreso växer huvudsakligen savannskog.